# 정동식 (바둑 기사)
정동식(鄭東植, 1942년 4월 7일 ~ )은 대한민국의 前 바둑 기사이다. 호(號)는 우석(宇石).

## 약력
1963년에 입단하여 1968년 제13기 국수전 본선과 1969년과 1971년 명인전 본선에 각각 진출했다. 1974년 제1기 기왕전 본선에 올랐다. 1975년부터 동아일보에 관전기를 집필했으며, 한국기원에서 사무총장을 역임했다. 1995년 5단을 거쳐 2008년 4월에 6단으로 승단하였다. 2016년 시니어바둑리그에 전주 한옥마을팀 감독을 맡았다. 2023년에 프로바둑 기사직에서 은퇴했다.

## 가족
아버지 정경태(鄭坰兌, 1917 ~ 2003)는 중요무형문화재 제41호 가사(歌詞) 부문 예능보유자이다.